# Juvenal Bucuane
Juvenal Bucuane (Xai-Xai, 23 de outubro de 1951) é um escritor e poeta moçambicano.
Estudou linguística na Universidade Eduardo Mondlane. Foi um dos fundadores da revista Charrua, em 1984 e secretário-geral da Associação dos Escritores Moçambicanos.
Sua poesia é plácida e romântica, apresentando a mulher amada como refúgio. Também se inspira nas fontes da tradição oral moçambicana.

## Obras
- 1985 - A Raiz e o Canto (poesia)
- 1987 - Requiem com os Olhos Secos (poesia)
- 1989 - Xefina (romance)
- 1989 - Segredos da Alma (poesia)
- 1992 - Limbo Verde (poesia)
- 2009 - Desabafo e Outras Estórias (contos)
- 2009 - Xefina e Zevo (contos)
- 2009 - Miliciano e Outros Contos (contos)
- 2012 - Crendices ou Crenças (romance)
- 2015 - O Fundo Pardo das Coisas (poesia)